# Döllnfließ
Das Döllnfließ (auch Dölln-Fließ) ist ein linker Nebenfluss der Havel in Brandenburg.
Es entspringt in der Schorfheide nahe dem westlichen Ortsrand von Friedrichswalde, das selber schon zum Einzugsgebiet der Welse gehört, 3 km östlich des Großen Döllnsees (Großdöllner Sees). Bis zum Großdöllner See sind es auch kaum mehr als 3 km Fließweg. Nach diesem See durchfließt es den Kleinen Döllnsee und verläuft dann weiter nach Südwesten bis zum Voßkanal, dem heutigen Hauptstrom der Havel. Früher mündete das Fließ in die Alte Havel, auch Schnelle Havel genannt. Seit dem Bau des parallel zur alten Havel angelegten Voßkanals wird das Fließ seinerseits parallel zum Kanal nach Süden bis zur Schleuse Bischofswerder geführt, wo es dann in den Kanal mündet.
Das Döllnfließ wurde im Mittelalter als Verbindungsgraben zwischen den Döllnseen und der Havel angelegt, um das in der Schorfheide geschlagene Holz zur Havel flößen zu können. Bis zum Bau der 60-cm-spurigen Waldbahn Schorfheide gegen Ende des 19. Jahrhunderts wurde das Fließ noch zum Flößen genutzt.
Der Name leitet sich vom polabisch Wort *dol = „Tal, Grube, Vertiefung“ ab.